# Lysianska brázda
Lysianska brázda je geomorfologická část podcelku Vysoké Javorníky v pohoří Javorníky. Rozprostírá se na západním okraji pohoří a zabírá údolí potoka Lysky a Beňadín, mezi Lysou pod Makytou a Lyským průsmykem.

## Polohopis
Území se nachází na západním okraji podcelku i celého pohoří Javorníky v okrese Púchov. Leží v strategicky významném údolí, kterým vede důležitá silniční i železniční spojnice s Moravou. V Lysianskej brázdě leží jen obec Lysá pod Makytou a Lúky. Území na Slovensku obklopuje na severu a východě ležící Lazianska vrchovina, geomorfologická část Javorníků a jižně situována Kýčerská hornatina, podcelek Bílých Karpat.
Západní okraj Javorníků patří do povodí Váhu, konkrétně do dílčího povodí Bielej vody. Tato řeka protéká východním okrajem brázdy, kde přibírá potok Beňadín, protékající střední částí území. V ose údolí pokračuje až po Lyský průsmyk (již na území Česka) potok Lysky, jehož tok kopírují i důležitá silnice I/49 z Púchova na Moravu, jakož i železniční trať Púchov - Horní Lideč.

## Chráněná území
Jihozápadní část Javorníků nepatří do žádné z blízkých chráněných krajinných oblastí (Kysuce a Bílé Karpaty). Zvláště chráněné oblasti se v této části Javorníků stejně nenacházejí.

## Turismus
Západní okraj Javorníků je turisticky klidnou oblasti, kterou návštěvníci pokračují na nedaleké lokality. Z Lúk přes Lazy pod Makytou vede přístupová cesta do rekreačního střediska na vrchu Kohútka (914 m n. m.). Celá oblast je charakteristická samotami, hojně využívanými chalupáři. Na nedalekou Makytu (923 m n. m.) vede z obce Lysá pod Makytou žlutě značený chodník. Nad osadou Strelenky je na moravské straně hranice rozhledna Čubův kopec (720 m n. m.), která poskytuje zajímavý výhled na široké okolí.